# Interrogation (Fernsehserie)
Interrogation ist eine US-amerikanische Drama-Fernsehserie. Sie wurde von Anders Weidemann und John Mankiewicz erdacht und wurde erstmals im Jahr 2020 CBS All Access ausgestrahlt.

## Besetzung
| Rolle            | Schauspieler        | Folgen |
| ---------------- | ------------------- | ------ |
| David Russell    | Peter Sarsgaard     | 10     |
| Eric Fisher      | Kyle Gallner        | 10     |
| Chris Keller     | Kodi Smit-McPhee    | 10     |
| Henry Fisher     | David Strathairn    | 10     |
| Mrs. Fisher      | Joanna Going        | 9      |
| Sharon Russell   | Ellen Humphreys     | 7      |
| Trey Carano      | Ebon Moss-Bachrach  | 6      |
| James Connor     | Frank Whaley        | 6      |
| Charlie Shannon  | Andre Royo          | 5      |
| Junge Amy Harlow | Autry Haydon-Wilson | 5      |
| Debbie Russell   | Barbie Robertson    | 5      |